# Dar el alma
Dar el alma fue una telenovela argentina emitida en 1984 por (Canal 9), protagonizada por Raúl Rizzo y Cecilia Maresca.

## Guion
La telenovela fue dirigida por Tato Pfleger y escrita por Jorge Maestro y Sergio Vainman, autores prolíficos del género en la década de 1980 Increíblemente sola, Gente como la gente, Cara a Cara y Yolanda Luján.

## Cortina musical
- Ángela Carrasco interpreta "No me puedo quejar" apertura de "Dar el alma" en Youtube

## Elenco
El elenco estuvo conformado, entre otros, por Aldo Pastur, Marta Albertini, María Fiorentino Osvaldo Laport, Nelly Beltrán, Hilda Bernard, Miguel Ángel Charpentier, Javier Cristian Garay, Gustavo Garzón, Fernando Tacholas Iglesias, Maurice Jouvet, Patricia Kraly, Silvia Kutika, Margarita Luro, Alejandro Marcial, Adrián Martel, María Julia Moreno, Carlos Muñoz, Joaquín Piñón, Andrea Tenuta, Corina Vilegliay y la primera actriz Iris Láinez.